# Джованна Антонеллі
Джованна Антонеллі Прадо (порт. Giovanna  Antonelli  Prado; нар. 18 березня 1976, Ріо-де-Жанейро, Бразилія) — бразильська акторка театру і кіно, телеведуча, продюсерка, фотомодель. Українській аудиторій найбільш відома головною роллю марокканки Джад з теленовели «Клон», що транслювалась на українському телебаченні в 2004 році.

## Біографія
Джованна Антонеллі народилася 18  березня 1976 року в Ріо-де-Жанейро в сім'ї відомого оперного співака Гілтона Прадо та професійної балерини італійського походження Суелі Антонеллі.
Кар'єру розпочала в 11-річному віці на сцені шкільного, а пізніше аматорського театру. В 14 років дебютувала на телебаченні у ролі співведучої шоу «Clube da Criança». У кіно дебютувала у 16 років. Першою її стрічкою стала мелодрама «Вирішувати вам». Проте справжнього успіху акторка досягла після виходу серіалу «Тропіканка».
В 1995 році Антонеллі знялася в серіалі «Влада бажання», а в 1996 в стрічці «Шіка да Сілва». В 1998 році Антонеллі стала постійною учасницею проєктів бразильської телекомунікаційної компанії «Globo». Того ж року вона знялася в серіалі «Літо нашої таємниці». 1999 рік став для акторки дебютом у великому кіно. Саме в цей час вона знялася в комедійному фільмі бразильського режисера Бруну Баррету «Босса Нова».
В 2000 році була запрошена бразильським сценаристом Мануелем Карлосом у серіал «Сімейні вузли», в якому зіграла повію.
Найбільшу популярність приніс Джованні Антонеллі серіал «Клон», що транслювався в багатьох країнах світу. В ньому вона виконала головну жіночу роль. Джованна Антонеллі продовжує зніматися в кіно та затребувана і сьогодні. Одними із її останніх проєктів є серіали «Правила гри», «Друге сонце» та «Заборонене місто».

## Особисте життя
Першим офіційним чоловіком Антонеллі став бізнесмен Рікарду Медина, з яким вона познайомилась у шкільні роки. Розлучилася в 2001 році.
Після виходу серіалу «Клон» зустрічалася зі своїм партнером зі зйомок та Мурілу Бенісіу. 24 травня 2005 року народила сина П'єтро, після чого пара розійшлася.
В 2007 році Антонеллі вдруге одружилася з американським бізнесменом італійського походження Роберто Локасціо. Пара збиралася переїхати до США. Проте шлюб проіснував лише 4 місяці через судовий розгляд з Бенісіу, який не дав згоди на переїзд її сина.
В 2009 році Антонеллі познайомилась з режисером Леонарду  Ногейра з яким зустрічається досі. В 2010 році народила доньок Антонію та Софію.

## Фільмографія

### Телесеріали
- 1992 — Вирішувати вам / Você Decide
- 1994 — Тропіканка / Tropicaliente — Бенвінда
- 1995 — Новий Геркулес / Malhação — Іза Паскалете
- 1995 — Велика засідка / Tocaia Grande — Ресу
- 1996 — Шіка да Сілва / Xica da Silva — Ельвіра
- 1998 — Літо нашої таємниці / Corpo Dourado — Джуді
- 1999 — Влада бажання / Força de Um Desejo — Віолета
- 2000 — Сімейні вузли / Laços de Família — Капіту
- 2001 — Клон / O Clone — Джад Ель Адіб Рашид
- 2003 — Дім семи жінок / A Casa das Sete Mulheres — Ана да Сілва / Аніта Гарібальді
- 2004 — Колір гріха / Da Cor do Pecado — Барбара
- 2006 — Моє нікчемне легке життя / Minha Nada Mole Vida — Біа
- 2007 — Сім гріхів / Sete Pecados — Кларісі
- 2007 — Шафи і Флюкс / Casos e Acasos — Жаміле
- 2007 — Амазонія: Гальвез Чіко Мендез / Amazônia: De Galvez a Chico Mendes — Делзуіте
- 2008 — Три сестри / Três Irmãs — Алма
- 2009 — Прожити життя / Viver a Vida — Дора Вілела
- 2011 — Один поцілунок / Aquele Beijo — Клаудія Колаборо
- 2011 — Бразилійки / As Brasileiras — Жіжі
- 2011 — Врятуй мене, Святий Георгію/ Salve Jorge — Делегат Елоіса Сампайо Віана (Ело)
- 2014 — В сім'ї / Em Familia — Клара
- 2015 — Правила гри  / A Regra Do Jogo — Афіна
- 2016 — Сонце, що сходить / Sol Nascente — Алісі
- 2017 — Заборонене місто / Cidade Proibida — Паула
- 2018 — Бразилія на борту / Ела Месма
- 2018 — Друге сонце / Segundo Sol / Лусія / Аріелла
- 2021 — Дочки Єви / Filhas de Eva / Лівія
- 2021 — Чим більше життя, тим краще! / Quanto Mais Vida, Melhor! / Паула
- 2022 — Перетин / Travessia / Делегат Елоіса Сампайо Віана (Ело)

### Художні фільми
- 2000 — Босса Нова / Bossa Nova — Шерон
- 2002 — Такий, що пригнічує / Avassaladoras — Лаура
- 2003 — Марія, мати сина Божого / Maria, Mãe do Filho de Deus — Марія
- 2003 — Синдбад: Легенда семи морів /Sinbad — A Lenda dos Sete Mares — Марина
- 2004 — Ворожка / A Cartomante — Карен Албукерке
- 2007 — Допоміжний рахунок / Caixa Dois — Анжела
- 2009 — Будапешт / Budapest — Ванда
- 2010 — Шіку Шав'єр / Chico Xavier — Сідалія
- 2011 — Серцеїд/ The Heartbreaker — Ана
- 2014 — SOS: Жінки в морі / S.O.S. Mulheres ao Mar — Адріана
- 2015 — SOS: Жінки в морі 2 / S.O.S. Mulheres ao Mar — Адріана
- 2017 — Бебі Бос / O Poderoso Chefinho — Джаніс